# 仮面ライダーARカードダス
『仮面ライダー ARカードダス』（かめんライダー エーアールカードダス）はバンダイより発売の、iPhoneおよびiPod touchのアプリケーションと連動した仮面ライダーシリーズを題材としたトレーディングカードゲーム。

## 概要
『ONE PIECE ARカードダス』と共にARカードダスシリーズ第1弾として発売。カードの販売形式はパック販売およびカードダス自販機、食玩入りウエハースで販売している。App store配信の無料アプリケーションをダウンロードし、カードのARマーカーを読み込ませ、スキャンしたカードには浮かび上がるようにキャラクターが出現しバトルをする。カードには『仮面ライダーバトル ガンバライド』用バーコードも印刷されておりデータカードダスとしても使用できる。
アプリケーションVer.3.0.0のアップデートの際、ポケットの管理システムの変更により、ポケットがなくなるトラブルがあり、アップデートの際の注意を公式サイトで呼びかけている。
第6弾を最後に新作が発表されておらず、ARカードダスのアップデートの予定もない。また、ARカードダスアプリでiOS 8へアップデートの際、正常に動作しないことがあり、iOS 8へアップロードしないことと利用の際の注意を呼びかけている（これは『ONE PIECE ARカードダス』、『AKB0048 ARカードダス』でも同様の措置が取られている）。
2015年3月31日を以てアプリ配信を終了。

## 登場キャラクター

### 第1弾
- 『仮面ライダーオーズ』より - 仮面ライダーオーズ（タトバ コンボ、ラトラーター コンボ、タジャドル コンボ、シャウタ コンボ）、仮面ライダーバース
- 『仮面ライダーW』より - 仮面ライダーW（サイクロンジョーカー、ファングジョーカー）、仮面ライダーアクセル、仮面ライダースカル
- 『仮面ライダーディケイド』より - 仮面ライダーディケイド
- 『仮面ライダー電王』より - 仮面ライダー電王 ソードフォーム
- 『仮面ライダークウガ』より - 仮面ライダークウガ マイティフォーム
- 『仮面ライダー』より - 仮面ライダー新1号
- 『仮面ライダーV3』より - 仮面ライダーV3
- 『仮面ライダーBLACK』より - 仮面ライダーBLACK

### 第2弾『宇宙、キターーッ!!』
- 『仮面ライダーフォーゼ』より - 仮面ライダーフォーゼ ベースステイツ
- 『仮面ライダーオーズ』より - 仮面ライダーオーズ（ガタキリバ コンボ、サゴーゾ コンボ、プトティラ コンボ）
- 『仮面ライダー電王』より - 仮面ライダー電王 ロッドフォーム
- 『仮面ライダー555』より - 仮面ライダーファイズ
- 『仮面ライダーアマゾン』より - 仮面ライダーアマゾン

### 第3弾『轟け!電撃の魂』
- 『仮面ライダーフォーゼ』より - 仮面ライダーフォーゼ エレキステイツ
- 『仮面ライダーオーズ』より - 仮面ライダーオーズ ブラカワニ コンボ
- 『仮面ライダーW』より - 仮面ライダーW ヒートメタル、
- 『仮面ライダーキバ』より - 仮面ライダーキバ キバフォーム
- 『仮面ライダー電王』より - 仮面ライダー電王 ガンフォーム
- 『仮面ライダーカブト』より - 仮面ライダーカブト ライダーフォーム
- 『仮面ライダーストロンガー』より - 仮面ライダーストロンガー

### 第4弾『閃く宇宙の力!』
- 『仮面ライダーフォーゼ』より - 仮面ライダーフォーゼ（マグネットステイツ、ファイヤーステイツ）、仮面ライダーメテオ
- 『仮面ライダースーパー1』より - 仮面ライダースーパー1
- 『仮面ライダー龍騎』より - 仮面ライダー龍騎

### 第5弾『最強のライバル!』
- 『仮面ライダーフォーゼ』より - 仮面ライダーフォーゼ コズミックステイツ、仮面ライダーメテオストーム
- 『仮面ライダーカブト』より - 仮面ライダーダークカブト ライダーフォーム
- 『仮面ライダー龍騎』より - 仮面ライダー王蛇
- 『仮面ライダーBLACK』より - シャドームーン

### 第6弾『集結、仮面ライダー！』
- 『仮面ライダーウィザード』より - 仮面ライダーウィザード フレイムスタイル
- 『仮面ライダー響鬼』より - 仮面ライダー響鬼
- 『仮面ライダー剣』より - 仮面ライダーブレイド
- 『仮面ライダーアギト』より - 仮面ライダーアギト グランドフォーム
- 『仮面ライダーX』より - 仮面ライダーX

## リリース
- 2011年6月15日 アプリ配信開始
- 2011年7月30日 第1弾発売。
- 2011年8月 ウエハース第1弾発売。
- 2011年10月14日 アプリケーションVer.2.0.0にアップデート。
- 2011年10月21日 アプリケーションVer.2.0.1にアップデート。
- 2011年10月22日 第2弾『宇宙、キターーッ!!』発売。
- 2011年11月 ウエハース第2弾『宇宙、キターーッ!!』発売。
- 2011年12月15日 アプリケーションVer.3.0.0にアップデート。
- 2011年12月23日 第3弾『轟け!電撃の魂』発売。
- 2011年12月25日 セブン-イレブン限定企画『仮面ライダーARバトル』開催。（ARマーカー使用）
- 2012年3月23日 第4弾『閃く宇宙の力!』発売。
- 2012年3月 ウエハース第4弾『閃く宇宙の力!』発売。
- 2011年3月30日 アプリケーションVer.4.1.0にアップデート。
- 2012年6月22日 第5弾『最強のライバル!』発売。
- 2012年7月 ウエハース第5弾『最強のライバル!』発売。
- 2012年9月22日 第6弾『集結、仮面ライダー!』発売。
- 2012年10月 ウエハース第6弾『集結、仮面ライダー!』発売。
- 2015年3月31日 アプリ配信終了